# Monte Fratta
Monte Fratta è un rilievo dei Monti del Cicolano che si trova nel Lazio, nella provincia di Rieti, tra il comune di Borgorose e quello di Pescorocchiano.